# Уваровский сельский совет (Нижнегорский район)
Уваровский сельский совет (укр. Уварівська сільська рада, крымскотат. Burnaş köy şurası) — административно-территориальная единица в Нижнегорском районе в составе АР Крым Украины (фактически до 2014 года), ранее до 1991 года — в составе Крымской области УССР в СССР, до 1954 года — в составе Крымской области РСФСР в СССР, до 1945 года — в составе Крымской АССР РСФСР в СССР. Население по переписи 2001 года составляло 2813 человек, площадь совета — 45 км². Территория сельсовета находится в центре района, в степном Крыму, на берегах реки Биюк-Карасу, у границы с Советским районом.
К 2014 году сельсовет состоял из 3 сёл:
- Уваровка
- Новоивановка
- Семенное

Образован сельсовет в 1960-х годах: на 15 июня 1960 года село Уваровка числилось в составе Новоивановского сельсовета, а на 1968 год уже существовал Уваровский сельский совет, помимо современных включая ещё село Лиственное. Тот же состав сохранялся и на 1977 год. Между 1 июня 1977 года и 1985 годом (в перечнях административно-территориальных изменений после этой даты не упоминается) создан Лиственский сельский совет, куда отошло Лиственное и совет обрёл окончательный состав. С 12 февраля 1991 года сельсовет в восстановленной Крымской АССР, 26 февраля 1992 года переименованной в Автономную Республику Крым. С 21 марта 2014 года — аннексирован Россией. Законом «Об установлении границ муниципальных образований и статусе муниципальных образований в Республике Крым» от 4 июня 2014 года территория административной единицы была объявлена муниципальным образованием со статусом сельского поселения.